# Cerro Pelón, Acatepec
Cerro Pelón är en ort i Mexiko.   Den ligger i kommunen Acatepec och delstaten Guerrero, i den södra delen av landet, 250 km söder om huvudstaden Mexico City. Cerro Pelón ligger 1 209 meter över havet och antalet invånare är 483.
Terrängen runt Cerro Pelón är kuperad åt sydväst, men åt nordost är den bergig. Runt Cerro Pelón är det ganska tätbefolkat, med 56 invånare per kvadratkilometer. Närmaste större samhälle är Colotepec, 16,4 km sydväst om Cerro Pelón. I omgivningarna runt Cerro Pelón växer huvudsakligen savannskog.